# Ken'ichi Sonoda
Pour les articles homonymes, voir Sonoda.
Ken'ichi Sonoda (園田 健一, Sonoda Ken'ichi) est un auteur de manga, né le 13 décembre 1962 à Takaishi, dans la préfecture d'Osaka.
Il devient d'abord mangaka et concepteur de personnages célèbres pour des jouets au Japon. Il se lance dans l'animation en 1985 en se faisant engager par Artmic, une société spécialisée dans la production d'OAVs. Il y occupe des fonctions de character designer. Il crée ainsi les personnages des Wannabees et de Gall Force, dont le succès est important. En 1987, il démarre la saga des Bubblegum Crisis. Après cette période, devenu célèbre, il travaille en 1989 sur un projet « personne » Riding Bean puis sur Gunsmith Cats.
Sonoda est non seulement character designer mais également mecha designer. Dans les armures, il privilégie les lignes courbées traditionnelles des mechas des années 1970-1980.
Ses œuvres incluent:
- Exaxxion
- Gunsmith Cats